# روبن آمورین
روبن آمورین (اسپانیایی: Rubén Amorín‎; ۶ نوامبر ۱۹۲۷ – ۲۴ دسامبر ۲۰۱۴) بازیکن و مربی فوتبال اهل اروگوئه بود.
وی سرمربی تیم ملی فوتبال گواتمالا در بازی‌های المپیک تابستانی ۱۹۷۶ بوده‌است.